# Jánosháza
Jánosháza è un comune dell'Ungheria di 2.750 abitanti (dati 2001). È situato nella contea di Vas.